# Élencourt
Élencourt is een gemeente in het Franse departement Oise (regio Hauts-de-France) en telt 54 inwoners (2009). De plaats maakt deel uit van het arrondissement Beauvais.

## Geografie
De oppervlakte van Élencourt bedraagt 1,3 km², de bevolkingsdichtheid is dus 41,5 inwoners per km².
De onderstaande kaart toont de ligging van Élencourt met de belangrijkste infrastructuur en aangrenzende gemeenten.

## Demografie
Onderstaande figuur toont het verloop van het inwonertal (bron: INSEE-tellingen).